# Emil Velenský
Emil Velenský (Chrudim, 21 maggio 1920 – 28 dicembre 2003) è stato un cestista cecoslovacco.

## Carriera
Vinse la medaglia d'oro ai Campionati europei del 1946 e quella d'argento a quelli del 1947.